# Deutsche Gesellschaft für Ästhetik
Die Deutsche Gesellschaft für Ästhetik (DGÄ) ist eine wissenschaftliche Gesellschaft im Bereich der Studien zur Ästhetik. Ziel der Gesellschaft ist laut der Fachzeitschrift Information Philosophie „die Förderung und Koordination der Ästhetik im deutschsprachigen Raum“. Die Gesellschaft umfasst rund 700 Forschende und Hochschullehrende.

## Geschichte und Aufgaben
Die Gesellschaft ist 1993 auf Initiative von Karlheinz Lüdeking, Birgit Recki und Lambert Wiesing hin gegründet worden. Sie vernetzt wissenschaftlich Tätige auf dem Gebiet der Ästhetik und Kunstphilosophie, veranstaltet Workshops und Tagungen und publiziert die Beiträge in den Kongressakten. Alle drei Jahre wird der „renommierte Ästhetik-Kongress“ (Frankfurter Rundschau) an wechselnden Standorten im deutschsprachigen Raum ausgetragen. Auf den Kongressen werden zwischen 80 und 180 Vorträge in Parallelsektionen und Plenarsitzungen gehalten.
Die Gesellschaft ist laut eigener Aussage „keiner bestimmten ästhetischen Tradition oder philosophischen Richtung verpflichtet, sondern versucht, Ästhetik in ihrer ganzen, in die Kunst-, Medien- und Kulturwissenschaften ausgreifenden Weite zu behandeln und zu förden“.

## Kooperationen
Die Deutsche Gesellschaft für Ästhetik kooperiert international mit der International Association for Aesthetics (IAA) und der European Society for Aesthetics (ESA) sowie mit diversen nationalen Fachgesellschaften. Als Fachgesellschaft ist sie Mitglied des Dachverbands für Philosophie, der Deutschen Gesellschaft für Philosophie (DGPhil).

## Medienresonanz
Der Gründungskongress der Deutsche Gesellschaft für Ästhetik 1993 in Münster wurde von Rüdiger Zill in der taz als Versuch in der wissenschaftlichen Ästhetik begrüßt, „auch hierzulande den institutionellen Standard zu erreichen, der andernorts längst üblich ist“. Zill betonte hierbei besonders die Rolle des wissenschaftlichen Nachwuchses bei der Gründung. Zum 25. Jubiläum der Fachgesellschaft ordnet Kolja Reichert in der FAZ den X. Kongress 2018 in Offenbach als „das Schaulaufen der deutschsprachigen Kunstphilosophie“ ein, bei dem „mit gut 150 Vorträgen rund 150 Neuanfänge“ gewagt worden seien. Er beurteilt den Kongress als „umfassende[n] Bestandsaufnahme der Kunstphilosophie, in der sich alle Spannungen und Drifteffekte der Gegenwart niederschlagen“ würden.
Anlässlich des XII. Kongresses in Freiburg (CH) führt David Unternährer in den Freiburger Nachrichten ein Interview mit Emmanuel Alloa unter dem Titel „Kunstphilosophie als Verständnishilfe für eine immer komplexere Welt“, in dem sich Alloa auch zur propädeutischen Aufgabe der Ästhetik in der Gegenwart äußert: „Unsere Welt ist komplexer denn je, und wir brauchen eine gute Beobachtungsgabe und ein präzises sprachliches Instrumentarium, um sie begreifen zu können.“ In einem weiteren Gespräch, das der Journalist Lovis Noah Cassis anlässlich des XII. Kongresses Medien der Künste/Künste der Medien mit dem Präsidenten Emmanuel Alloa über die Rolle der DGÄ und der Ästhetik allgemein führte, verteidigte Alloa die kritische Rolle der Ästhetik für die Gesellschaft: „[D]ie philosophische Ästhetik [hat] ein feingliedriges Handwerkszeug anzubieten, damit wir anstelle von passiven Rezipienten zu kritischen Zeitgenoss_innen werden, die diese neuen audiovisuellen und multisensoriell organisierten Erfahrungswelten verstehen und eigenmächtig mitgestalten können.“

## Kongresse
- Gründungskongress (als „Öffentliche Tagung für Ästhetik“[11]): Bild und Reflexion. Paradigmen und Perspektiven gegenwertiger Ästhetik (Universität Münster, 1993)[12]
- II. Kongress: Ästhetik und Naturerfahrung. (Sprengel Museum Hannover, 1994)[13]
- III. Kongress: Ästhetik an der Zeitenwende. Erkundungen zur Kunst der Gegenwart (Universität Hannover, 1996)
- IV. Kongress: Die Wirklichkeit der ästhetischen Wahrnehmung (Sprengel Museum Hannover, 1999)
- V. Kongress: Das Verhältnis von Kunst und Demokratie (Akademie der Künste Berlin, 2002)
- VI. Kongress: Schöner neuer Mensch (Sprengel Museum Hannover, 2005)
- VII. Kongress: Ästhetik und Alltagserfahrung (Universität Jena, 2008)[14]
- VIII. Kongress: Experimentelle Ästhetik (Kunsthochschule Düsseldorf, 2011)[15][16]
- IX. Kongress: Techne – poiesis – aisthesis. Technik und Techniken in Kunst und ästhetischer Praxis (Universität Hamburg, 2015)[17]
- X. Kongress: Das ist Ästhetik! (HfG Offenbach, 2018 – 25. Jubiläum)[8][18]
- XI. Kongress: Ästhetik und Erkenntnis (ZHdK Zürich/Online, 2021)[19][20]
- XII. Kongress: Medien der Künste / Künste der Medien (Universität Freiburg i.Ü., 2024)[9]

## Präsidenten und Präsidentinnen
- 1993–1996: Jörg Zimmermann
- 1996–1999: Martin Seel
- 1999–2002: Hermann Pfütze
- 2002–2005: Josef Früchtl
- 2005–2008: Lambert Wiesing
- 2008–2011: Ludger Schwarte
- 2011–2015: Birgit Recki
- 2015–2018: Juliane Rebentisch
- 2018–2021: Dieter Mersch
- 2021–2024: Emmanuel Alloa
- 2024–2027: Christian Grüny

## Publikationen
Kongressakten
- (Gründungskongress 1993) Recki, Birgit u. Wiesing, Lambert (Hrsg.) (1997), Bild und Reflexion: Paradigmen und Perspektiven gegenwärtiger Ästhetik, München: Fink. (Digitalisat)
- (2. Kongress 1994) Zimmermann, Jörg; Darsow, Götz-Lothar u. Saenger, Uta (Hrsg.) (1996), Ästhetik und Naturerfahrung, Stuttgart-Bad Cannstatt: frommann-holzboog. (= exempla aesthetica 1)
- (5. Kongress 2002) Franke, Ursula; Früchtl, Josef (Hrsg.) (2003), Kunst und Demokratie. Positionen zu Beginn des 21. Jahrhunderts, Zeitschrift für Ästhetik und Allgemeine Kunstwissenschaft, Sonderhefte, Bd. 3.
- (6. Kongress 2005) Zeitschrift für Ästhetik und allgemeine Kunstwissenschaft 52(2), 2007.

Kongressakten. Neue Reihe
- (7. Kongress 2008) Kongress-Akten Band 1: Ästhetik und Alltagserfahrung, hrsg. v. Lambert Wiesing (ISSN 2192-7871) (Online)
- (8. Kongress 2011) Kongress-Akten Band 2: Experimentelle Ästhetik, hrsg. v. Ludger Schwarte (ISSN 2192-7871) (Online)
- (9. Kongress 2015) Kongress-Akten Band 3: Techne – poiesis – aisthesis, hrsg. v. Birgit Recki (ISSN 2192-7871) (Online)
- (10. Kongress 2018) Kongress-Akten Band 4: Das ist Ästhetik, hrsg. v. Juliane Rebentisch (ISBN 978-3-945365-21-2) (Online)
- (11. Kongress 2021: Die Beiträge zum pandemiebedingt virtuellen Kongress wurden bisher als Videoarchiv veröffentlicht.)

Weitere Publikationen
- Materialien des Workshops des Vorstands und Beirats der Deutschen Gesellschaft für Ästhetik 2017, Denken und Disziplin[21]
- Die Gesellschaft ist mit der halbjährlich erscheinenden Zeitschrift für Ästhetik und Allgemeine Kunstwissenschaft verbunden, die als Forum für ästhetische Debatten in deutscher Sprache dient.

## Nachweise
1. ↑  Online-Portal der Fachzeitschrift Information Philosophie (Stand: 8. Februar 2023).
2. ↑  Information laut Interview Alma&Georges (Stand: 16. September 2024). Die Homepage der Gesellschaft macht ähnliche Angaben (Stand: 16. September 2024).
3. 1 2  Rüdiger Zill: Von fünf Sinnen der eine. Zu einer Tagung über „Bild und Reflexion“ in Münster: Zweifel an der Macht des Begriffs. In: Die tageszeitung. 23. März 1993, abgerufen am 8. Februar 2023.
4. ↑  Madeleine Reckmann, Frankfurter Rundschau, 1. Februar 2019 (Stand: 8. Februar 2023).
5. ↑  Jörg Bernardy, Werner Fitzner, Anke Haarmann: »Experimentieren, um zu sehen«. Zur Theorie und Praxis ästhetischen Experimentieren. In: Journal of Literary Theory. 28. Februar 2012, abgerufen am 8. Februar 2023.
6. ↑  Frankiska Wildt: Das ist Ästhetik. DGÄ-Kongress. In: Artblogcologne. 15. Mai 2018, abgerufen am 8. Februar 2023.
7. ↑  Information laut Website der Gesellschaft (Stand: 8. Februar 2023).
8. 1 2 3 4  Soll man von „Kunst“ noch sprechen? Zum 25. Jubiläum der Deutschen Gesellschaft für Ästhetik. In: Frankfurter Allgemeine Zeitung. 21. Februar 2018, abgerufen am 8. Februar 2023.
9. 1 2 3  Kunstphilosophie als Verständnishilfe für eine immer komplexere Welt. In: Freiburger Nachrichten. 7. Mai 2024, abgerufen am 8. September 2024.
10. ↑  Pioniergeist: Der erste Ästhetik-Lehrstuhl der Schweiz – Alma & Georges. In: Alma&Georges. 28. März 2024, abgerufen am 1. Oktober 2024 (französisch).
11. ↑  Plakat Öffentliche Tagung „Bild und Reflexion“, Münster, 1993 (Digitalisat). Deutsche Gesellschaft für Ästhetik, 2015, abgerufen am 1. Oktober 2024.
12. ↑  Birgit Recki, Lambert Wiesing (Hrsg.): Bild und Reflexion - Paradigmen und Perspektiven gegenwärtiger Ästhetik. W. Fink, München 1997, ISBN 978-3-7705-3156-1 (digitale-sammlungen.de).
13. ↑  Rüdiger Zill: Die Erfindung der Natur. Eine Ausstellung und ein Kongress in Hannover. In: Die tageszeitung. 16. März 1994, abgerufen am 8. Februar 2023.
14. ↑  Martina Sauer, Elke Beilfuß: Tagungsbericht: Ästhetik und Alltagserfahrung, VII. Kongress der Deutschen Gesellschaft für Ästhetik. In: Clio Online. H-Soz-Kult. Kommunikation und Fachinformation für die Geschichtswissenschaften, 18. Oktober 2008, abgerufen am 8. Februar 2023.
15. ↑  Experimentelle Ästhetik in der Kunstakademie. In: Rheinische Post. 18. Oktober 2011, abgerufen am 8. Februar 2023.
16. ↑  Jörg Bernardy, Werner Fitzner, Anke Haarmann: »Experimentieren, um zu sehen«. Zur Theorie und Praxis ästhetischen Experimentieren. In: Journal of Literary Theory. 28. Februar 2012, abgerufen am 8. Februar 2023.
17. ↑  "IX. Kongress der Deutschen Gesellschaft für Ästhetik in Hamburg". Abgerufen am 8. Februar 2023.
18. ↑  Die Deutsche Gesellschaft für Ästhetik verlegt ihren Sitz für die kommenden drei Jahre an die HfG Offenbach. In: Frankfurter Zeitung. Abgerufen am 8. Februar 2023.
19. ↑  Archivierte Kopie (Memento des Originals vom 18. Februar 2023 im Internet Archive)  Info: Der Archivlink wurde automatisch eingesetzt und noch nicht geprüft. Bitte prüfe Original- und Archivlink gemäß Anleitung und entferne dann diesen Hinweis.
20. ↑  Katarina Krtilova, XI. Kongress der Deutschen Gesellschaft für Ästhetik „Ästhetik und Erkenntnis“. In: Fachportal für Kunstgeschichte arthist.net. Abgerufen am 8. Februar 2023.
21. ↑  Denken und Disziplin